# Мазюретт, Саломон
Саломон Мазюретт (фр. Salomon Mazurette; 26 июня 1847, Монреаль — 19 сентября 1910, Детройт) — американский пианист, органист и композитор канадского происхождения.
В детстве был солистом хора мальчиков Собора Монреальской Богоматери. На протяжении восьми лет учился игре на фортепиано у Поля Летондаля. В 1866 году отправился для продолжения образования в Париж, где занимался под руководством Жака Герца (фортепиано) и Эдуара Батиста (орган).
Вернувшись в Канаду в 1870 году, предпринял продолжительное гастрольное турне по Новой Англии, Иллинойсу и Мичигану. С 1873 года обосновался в Детройте, где на протяжении многих лет был органистом церкви Святой Анны. Одновременно некоторое время руководил Музыкальной академией Святой Марии в канадском городе Уинсор, расположенном через реку от Детройта. В 1876 году был удостоен золотой медали на Всемирной выставке в Филадельфии. В 1887 году открыл в Детройте собственную музыкальную школу. В 1890 году дал два концерта в Монреале вместе с певицей Эммой Альбани.
Мазюретту принадлежит не менее 270 фортепианных и вокальных сочинений, из которых наибольшей известностью пользовались фортепианные вариации на тему песни Генри Бишопа «Home! Sweet Home!», сочинённые в 1870 году на пароходе, который вёз композитора из Европы обратно в Канаду. В 1875 году Мазюретт написал мессу ре минор для исполнения в детройтской церкви Пресвятой Троицы. В 1893 году сообщалось о сочинении Мазюреттом оперы «Вечер одинокого дня» (англ. The Evening of a Lonely Day), о её постановке ничего не известно.
При жизни был удостоен многочисленных наград, в том числе двух медалей от детройтского епископа Джона Сэмюэла Фоули. Имя Мазюретта носит названная в 1964 году улица в Монреале (фр. Rue Mazurette).
Дочь, Ортанс Мазюретт (1889—1927) — певица, выступала в нескольких бродвейских постановках середины 1900-х гг.